# Alberto Ascari
Alberto Ascari (n. 13 iulie 1918, Milano, Regatul Italiei – d. 26 mai 1955, Monza, Italia) a fost un pilot de Formula 1, campion mondial în 1952 si 1953 cu Scuderia Ferrari. El a fost primul campion mondial al echipei și ultimul italian până în prezent care a câștigat titlul.

## Cariera în Formula 1
| Sezon | Echipă                  | Număr puncte | Loc clasament general |
| ----- | ----------------------- | ------------ | --------------------- |
| 1950  | Ferrari                 | 11           | 5                     |
| 1951  | Ferrari                 | 28           | 2                     |
| 1952  | Ferrari                 | 53,5         | 1                     |
| 1953  | Ferrari                 | 46,5         | 1                     |
| 1954  | Maserati Lancia Ferrari | 1,14         | 25                    |
| 1955  | Lancia                  | 0            | 67                    |